# Тьомкіно (Правдинський район)
Тьо́мкіно (рос. Тёмкино), до 1947 року — Мертенсдорф (нім. Mertensdorf) — селище в Правдинському районі Калінінградської області Російської Федерації. Входить до складу Правдинського міського поселення.